# Cassie Steele
Cassie Steele, właśc. Cassandra Rae Steele (ur. 2 grudnia 1989) – kanadyjska aktorka telewizyjna i piosenkarka.

## Życiorys
Ojciec Robin Steele pochodzi z Wielkiej Brytanii, a matka Lily z Filipin. Cassie ma młodszą siostrę Alex. Cassie zagrała Manuellę „Manny” Santos w Degrassi: Nowe pokolenie. W wieku 10 lat zagrała w Łowcach skarbów. Wystąpiła tam w roli młodej Sydney Fox. Pierwsza płyta How much for happy ukazała się w lipcu 2005 roku w Stanach Zjednoczonych.

## Filmografia
- 2001: Łowcy skarbów jako Sydney Fox (10-letnia; serial TV)
- 2001-2010 Degrassi: Nowe pokolenie jako Manuella Manny Santos (serial TV)
- 2003: Full Court Miracle jako Julie {film TV)
- 2005: Jay and Silent Bob Do Degrassi jako Manny (film DVD)
- 2007: Super Sweet Sixteen: The Movie jako Sophie {film TV)
- 2008: Gwiazda od zaraz jako Blu (serial TV)
- 2009: Degrassi Goes Hollywood jako Manny {film TV)
- 2010: Moja niania jest wampirem jako Rochelle (film TV)
- 2012: The L.A. Complex jako Abby (serial TV)
- 2014-2020: Rick i Morty jako Tammy i Tricia (głosy; serial TV)
- 2019: Paint It Red jako Lana

## Dyskografia
| Pierwszy Album |
| --- |
| How Much For Happy - Data wydania: 19 marca 2005 - Sprzedaż: 100.000 egz. - RIAA certyfikat: złoto - Single: - Blue Bird |

| Drugi Album                                                         |
| ------------------------------------------------------------------- |
| Destructo Doll - Data wydania: 21 lipca 2009 - Single: - Mr. Colson |